# 692 Hippodamia
692 Hippodamia
692 Hippodamia là một tiểu hành tinh ở vành đai chính, thuộc nhóm tiểu hành tinh Cybele. Nó được Max Wolf và August Kopff phát hiện ngày 5.11.1901 ở Heidelberg và được đặt theo tên Hippodamia, trong thần thoại Hy Lạp